# نیل مکباین
نیل مکباین (انگلیسی: Neil McBain; ۱۵ نوامبر ۱۸۹۵ – ۱۳ مهٔ ۱۹۷۴) بازیکن فوتبال اهل بریتانیا بود.
از باشگاه‌هایی که در آن بازی کرده‌است می‌توان به باشگاه فوتبال لیورپول، باشگاه فوتبال واتفورد، باشگاه فوتبال منچستر یونایتد، باشگاه فوتبال اورتون، و تیم ملی فوتبال اسکاتلند اشاره کرد.